# Crotaphatrema bornmuelleri
Crotaphatrema bornmuelleri és una espècie d'amfibis gimnofions de la família Caeciliidae. És endèmica del Camerun. Els seus hàbitats naturals inclouen boscos secs tropicals o subtropicals, plantacions, jardins rurals i zones prèviament boscoses ara molt degradades. L'espècie no ha estat vista des que fou descrita a finals del segle xix pel zoòleg austríac Franz Werner a partir d'un exemplar trobat a Limbe.